# Луис де Бурбон-и-Варгас
Луи де Бурбон-и-Варгас (исп. Луис де Бурбон-и-Варгас; 28 мая 2010 г., Нью-Йорк), которого во Франции называют Луи де Бурбон, является первым сыном и вторым отпрыском Луи Альфонсо де Бурбона, сыном легитимистского претендента на трон Франции. Для сторонников восстановления французской монархии из этой партии Луи де Бурбон-и-Варгас — это дофин Франции.

## Биография
Родился в Нью-Йорке 28 мая 2010 года вместе со своим братом-близнецом Альфонсо, в семье Луиса Альфонсо де Бурбона и Марии Маргариты Варгас. Был крещен на частной церемонии 6 сентября 2010 года в хоровой капелле Санта-Мария-Маргарита,Базилики Святого Петра в Ватикане кардиналом Анджело Комастри. Крестными отцами при крещении были Аранча Мартинес-Бордиу, тетя Луиса Альфонсо, и Франсиско Д’Агостино, зять матери.
Во время своего крещения и как «сын наследника династических прав французов» он был зарегистрирован с обращением Королевского Высочества и титулован Герцог Бургундский, в то время как его брату был присвоен титул Герцог Беррийский.